# Jānis Čakste
Jānis Čakste, född 14 september 1859 i Lielsesava, guvernementet Kurland, död 14 mars 1927 i Riga. Lettisk politiker och landets första president.
Han examinerades som jurist vid Moskvauniversitetet 1886 och blev advokat och politisk aktivist i Lettland. Han valdes in i Duman, Tsarrysslands parlament, där han arbetade för ett självständigt Lettland.
1918 blev han ordförande i Tautas padome, en tillfällig regering som förklarat Lettlands självständighet. Čakste valdes 1922 till landets president. 1925 omvaldes han för en andra period under vilken han avled. 